# Текумзе
«Текумзе» (нем. Tecumseh) — фильм режиссёра Ханса Крацерта из цикла вестернов киностудии ДЕФА с участием Гойко Митича. Фильм о противостоянии племени индейцев шауни под предводительством вождя Текумзе вытеснению с их исконных земель войсками правительства США.

## Сюжет
Северная Америка, 1805 год. Белые завоеватели перешли к новой тактике изгнания индейцев из их исконных земель. Теперь они заключают с ними договоры о продаже земли и заставляют их переселяться в бесплодные западные области.
Главный враг коренных жителей Северной Америки губернатор Индианы Гаррисон. Чтобы положить конец его проискам, вождь племени шауни Текумсе, воспитанный в семье белого судьи Мекью, объединяет разъединенные племена в союз, который объявил индейские земли собственностью общины, а вождей, которые нарушили это решение, убивали.
В 1811 году Гаррисон, воспользовавшись изменой друга детства Текумсе, Саймона Мекью, нападает на Священный город индейцев. Те, кто остался в живых, спасаются бегством в Канаду. Поверив британскому генералу-губернатору Броку, который обещал поддержку Британии в создании независимого индейского государства, Текумсе и его силы выступают на стороне британцев во Второй войне за независимость. Однако, проиграв войну и лишились Брока, британцы нарушают договоренности с индейцами, и решающую битву аборигены вынуждены вести сами. Текумсе погибает в бою, колонизаторы одерживают победу.
Фильм снимали в Крыму, у подножья горы Демерджи.

## В ролях
- Гойко Митич — Текумзе
- Аннекатрин Бюргер — Эйлин
- Рольф Рёмер — Саймон Мекью
- Леон Немчик — Мекью
- Мечислав Каленик — генерал Иссак Брок
- Милан Бели — Рафаэль
- Вольфганг Грезе — губернатор Вильям Генри Гаррисон
- Джерри Вольф — Ньюмен
- Хельмут Шрайбер — Полковник Проктер
- Олег Видов — Эллиот
- Хорст Кубе — Старый Хантер